# Sibylle Scriba
Sibylle Scriba (* 5. März 1955 in Schwerin, Deutsche Demokratische Republik) ist eine deutsche Mikrobiologin, Ministerial- und parteilose politische Beamtin. Von Mai bis Dezember 2020 war sie Staatssekretärin für Gesundheit im Ministerium für Wirtschaft, Arbeit und Gesundheit des Landes Mecklenburg-Vorpommern.

## Leben
Scriba besuchte von 1969 bis 1973 die Goethe-Oberschule Schwerin, wo sie das Abitur ablegte. Es folgte ab 1973 ein Studium der Biologie an der Friedrich-Schiller-Universität Jena, welches sie 1978 als Diplom-Biologin abschloss. Von März 1978 bis Oktober 1986 war sie wissenschaftliche Mitarbeiterin am Zentralinstitut für Mikrobiologie und experimentelle Therapie der Akademie der Wissenschaften der DDR in Jena. Nachdem sie am 23. März 1987 auf dem Gebiet der Mikrobiologie zur Doktorin der Naturwissenschaften promoviert hatte, war sie von April 1987 bis Dezember 1990 als wissenschaftliche Mitarbeiterin am Pathologischen Institut des Bezirkskrankenhauses Schwerin tätig.
Zum Januar 1991 wechselte sie als Ministerialbeamtin in das Sozialministerium des Landes Mecklenburg-Vorpommern. Dort war sie bis Januar 2007 als Referatsleiterin für Gesundheitsförderung, Referatsgruppenleiterin Öffentliches Gesundheitswesen, Referatsleiterin Grundsatzfragen des Gesundheitswesens, Referatsgruppenleiterin und kommissarische stellvertretende Abteilungsleiterin für Gesundheit, kommissarische Direktorin des Landesgesundheitsamtes, kommissarisch mit der Wahrnehmung der Dienstgeschäfte der Leiterin der Abteilung Gesundheit im Landesamt für Gesundheit und Soziales beauftragt sowie als Referatsleiterin Prävention, Gesundheitsförderung, Sucht und Drogen bzw. ab März 2007 als stellvertretende Leiterin und ab November 2011 als Leiterin der Abteilung Gesundheit tätig. Nachdem der Geschäftsbereich Gesundheit im Zuge der Bildung des Kabinetts Sellering III in das Ministerium für Wirtschaft, Arbeit und Gesundheit des Landes Mecklenburg-Vorpommern umgesiedelt wurde, war sie ab Februar 2017 dort als Leiterin der Abteilung Gesundheit tätig. Im Mai 2019 wurde sie in den einstweiligen Ruhestand versetzt.
Im Zuge der COVID-19-Pandemie wurde Scriba im Mai 2020 von Ministerpräsidentin Manuela Schwesig, als deren Vertraute sie gilt, befristet bis Ende 2020 auf den neu geschaffenen Posten der Staatssekretärin für Gesundheit im Ministerium für Wirtschaft, Arbeit und Gesundheit des Landes Mecklenburg-Vorpommern berufen. Schwesig verwies Ende 2020 darauf, dass es auch Scribas Verdienst sei, dass Mecklenburg-Vorpommern „besser durch die Pandemie gekommen ist als viele andere Regionen“. Ihre Nachfolgerin im Amt wurde zum 1. Januar 2021 Frauke Hilgemann.

## Schriften (Auswahl)
- Licht- und elektronenmikroskopische Untersuchungen von Rezeptoren für das erythrogene Toxin Typ A des Streptococcus pyogenes an Immunzellen des menschlichen Blutes. (= Dissertation); Akademie der Wissenschaften der DDR, Berlin 1987.